# Ross Redman
Ross Redman (Portadown, 23 novembre 1989) è un calciatore nordirlandese, difensore del Portadown.

## Biografia
Anche suo zio Ronnie è stato un calciatore.

## Carriera

### Club
Il 1º luglio 2016 viene acquistato a titolo definitivo dalla squadra nordirlandese del Glentoran.